# Karkasār
Karkasār (persiska: کرکسار) är en ort i Iran.   Den ligger i provinsen Kermanshah, i den nordvästra delen av landet, 400 km väster om huvudstaden Teheran. Karkasār ligger 1 418 meter över havet och antalet invånare är 237.
Terrängen runt Karkasār är kuperad åt nordost, men åt sydväst är den bergig.Runt Karkasār är det ganska tätbefolkat, med 60 invånare per kvadratkilometer. Närmaste större samhälle är Armanī Jān, 11,6 km väster om Karkasār. Trakten runt Karkasār består till största delen av jordbruksmark.